# Aceria calystegiae
Aceria calystegiae är en spindeldjursart som först beskrevs av Lamb 1952.  Aceria calystegiae ingår i släktet Aceria och familjen Eriophyidae. Inga underarter finns listade i Catalogue of Life.